# Norbert Lynton
Pour les articles homonymes, voir Lynton.
Norbert Lynton, né le 22 septembre 1927 et mort le 30 octobre 2007 à Brighton (Angleterre), est un professeur d'histoire de l'art.

## Biographie
Norbert Lynton professe à l'université du Sussex. De 1998 à 2006, il est président du Charleston Trust.
Il a publié sur l'architecture et sur des artistes modernes dont Paul Klee, Ben Nicholson et William Scott. Avec Erika Langmuir, il est coauteur du Yale Dictionary of Modern Art. Parmi ses œuvres importantes figurent The Story of Modern Art publié par Phaidon Press Ltd et l'introduction du livre qui accompagnait la grande exposition internationale Painting the Century: 101 Portrait Masterpieces 1900–2000 qui s'est tenue à la National Portrait Gallery de Londres pour célébrer le nouveau millénaire.
Lynton termine un livre sur le peintre et architecte russe Vladimir Tatlin peu de temps avant sa mort. Une autre publication sur le travail de Bernard Cohen est publiée à titre posthume en 2009. Il laisse quatre fils, Jeremy, Oliver, Thomas et Peter.